# Brachystegia nigerica
Brachystegia nigerica är en ärtväxtart som beskrevs av Hoyle och A.P.D.Jones. Brachystegia nigerica ingår i släktet Brachystegia och familjen ärtväxter. IUCN kategoriserar arten globalt som sårbar. Inga underarter finns listade i Catalogue of Life.